# Jacques d'Aboville
Jacques d'Aboville (1919 – 1979) foi um nobre francês, genealogista, que instituiu um sistema de numeração utilizado em genealogias descendentes.
Por volta de 1940, Jacques d'Aboville desenvolveu, a partir do sistema de Henry, um método de numeração que permite identificar os descendentes de um antepassado comum. A numeração de Aboville é actualmente um sistema muito utilizado, principalmente em França.